# Еренілсон
Еренілсон Кайфалу ді Карму (порт. Herenilson Caifalo de Carmo, нар. 27 серпня 1998, Луанда) — ангольський футболіст, опорний півзахисник клубу «Петру Атлетіку» і національної збірної Анголи.

## Клубна кар'єра
У дорослому футболі дебютував 2016 року виступами за команду «Петру Атлетіку», в якій молодий півзахисник відразу почав регулярно отримувати ігрову практику.

## Виступи за збірну
2016 року дебютував в офіційних матчах у складі національної збірної Анголи.
Був гравцем основного складу національної команди на Кубку африканських націй 2019 року в Єгипті, де взяв участь у всіх трьох іграх групового етапу, який його збірній подолати не вдалося.